# Фейра (парафія)
Фе́йра (порт. Feira; МФА: [ˈfɐj.ɾɐ]) — колишня парафія в Португалії, в муніципалітеті Санта-Марія-да-Фейра. Перебувала у складі округу Авейру.  Входила до регіону Північ. За старим адміністративним поділом, що був чинним до 1976 року, територія парафії належала провінції Берегове Дору.  Ліквідована 28 січня 2013 року. Увійшла до складу парафії Санта-Марія-да-Фейра, Траванка, Санфінш і Ешпрагу. Площа парафії — 8,40 км², населення — 12 511 ос. (2011), густота населення — 1489,4 осіб/км²
. Патрон — святий Себастіан. Поштовий індекс — 4520. Код  — 010906.

## Географія

Санта-Марія-да-Фейра (2013)
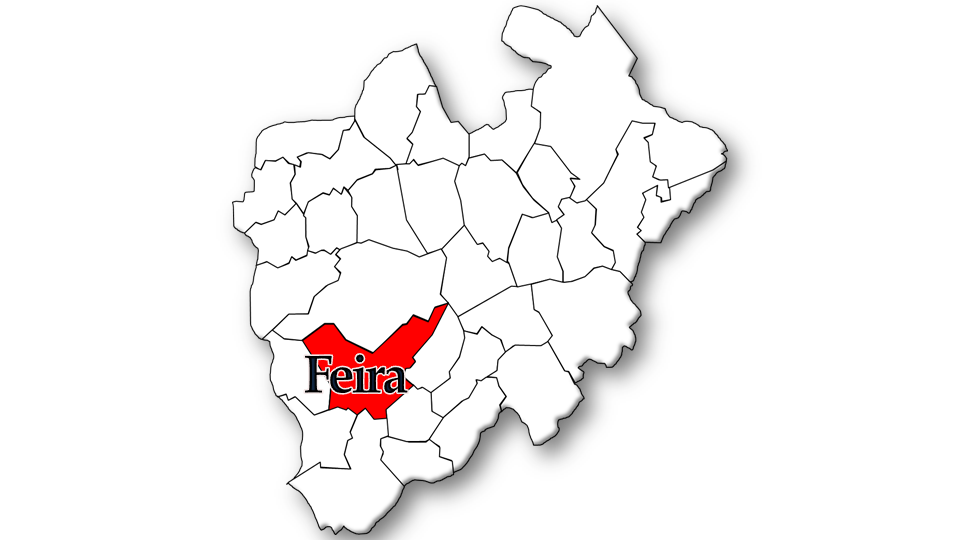
Фейра

## Населення
| Кількість мешканців | Кількість мешканців | Кількість мешканців | Кількість мешканців | Кількість мешканців | Кількість мешканців | Кількість мешканців | Кількість мешканців | Кількість мешканців | Кількість мешканців | Кількість мешканців | Кількість мешканців | Кількість мешканців | Кількість мешканців | Кількість мешканців |
| ------------------- | ------------------- | ------------------- | ------------------- | ------------------- | ------------------- | ------------------- | ------------------- | ------------------- | ------------------- | ------------------- | ------------------- | ------------------- | ------------------- | ------------------- |
| 1864                | 1878                | 1890                | 1900                | 1911                | 1920                | 1930                | 1940                | 1950                | 1960                | 1970                | 1981                | 1991                | 2001                | 2011                |
| 2 098               | 2 230               | 2 397               | 2 650               | 2 878               | 2 699               | 2 942               | 3 436               | 3 780               | 4 220               | 5 193               | 5 966               | 8 231               | 11 040              | 12 511              |

## Пам'ятки
- Фейрівський замок — середньовічний замок IX століття.
- Церква Милосердя святої Марії — католицька церква XVI століття.